# Caçatancs

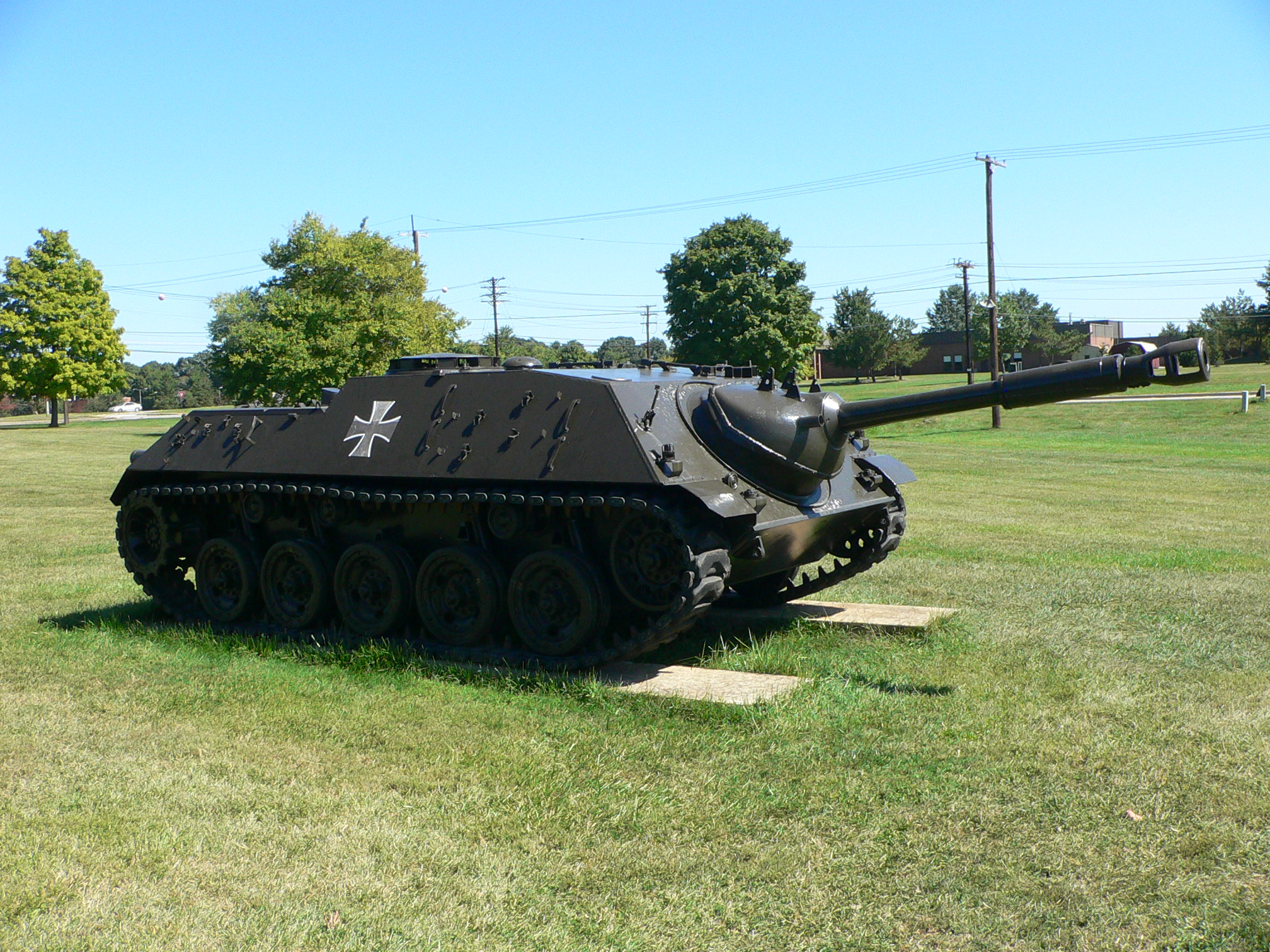
Caçatancs alemany Jagdpanzer Kanone 90mm.

Un caçacatancs o destructor de tancs és un vehicle de combat blindat que porta un canó antitancs. Els caçacatancs estan dissenyats per ser usats com a suport antitanc a unitats d'infanteria i blindats en operacions de retirada i defensa. Alguns dissenys substitueixen el canó per un llançamíssils antitancs.
En l'actualitat els caçatancs han estat suplantats per tancs genèrics, ja que aquests són més flexibles i tenen capacitat d'atac contra la infanteria. Tanmateix, els caçatancs són més barats de fabricar, mantenir i subministrar que els tancs.

## Història
Els primers vehicles dedicats a tasques antitancs van aparèixer en la Segona Guerra Mundial, amb el desenvolupament de tàctiques i vehicles blindats efectius.
Aquests caçatancs es podien dividir en dos grups. Alguns estaven dissenyats per ser més ràpids i barats que els tancs mitjans mentre que continuaven tenint la capacitat de destruir blindats pesats en llarga distància. L'estratègia del segon disseny era crear vehicles amb un blindatge major que fossin caçatancs més eficaços que els tancs enemics.
Els dissenys alemanys i soviètics muntaven canons antitancs amb moviment limitat en cascs sense torreta. El resultat era un vehicle més lleuger, ràpid i senzill que els tancs, però amb armament de major potència. Aquesta metodologia va ser utilitzada per ambdues forces per obtenir capacitat antitancs a baix cost.
Amb aquest mètode, els tancs obsolets eren rearmats per ser utilitzats com a caçatancs. El tanc lleuger Panzer I només tenia com a armament metralladores i un blindatge molt escàs, tanmateix va ser utilitzat durant la invasió de Polònia el 1939. En la batalla de França, 202 Panzer I van ser transformats en Panzerjäger I, amb un canó antitancs de 47 mm. De la mateixa manera, durant l'Operació Barbarroja, els canons soviètics de 76,2 mm capturats van ser muntats als xassís dels Panzer II per a així crear el caçatancs Marder II.
Posteriorment es van desenvolupar vehicles dedicats Jagdpanzer basats en els xassís dels Panzer. El Jagdpanther estava dissenyat a partir del Panther, i és considerat un dels millors Jagdpanzer.
Els soviètics van desenvolupar els canons autopropulsats SU-85 i SU-100, basats en el mateix xassís del tanc mitjà T-34, a més dels models ISU-122 i ISU-152, que compartien components amb el tanc pesat IS-2. El 1943 van començar a traslladar la producció de tancs lleugers com el T-70 al canó autopropulsat SU-76 que utilitzava el mateix tren de direcció.

### Doctrina estatunidenca

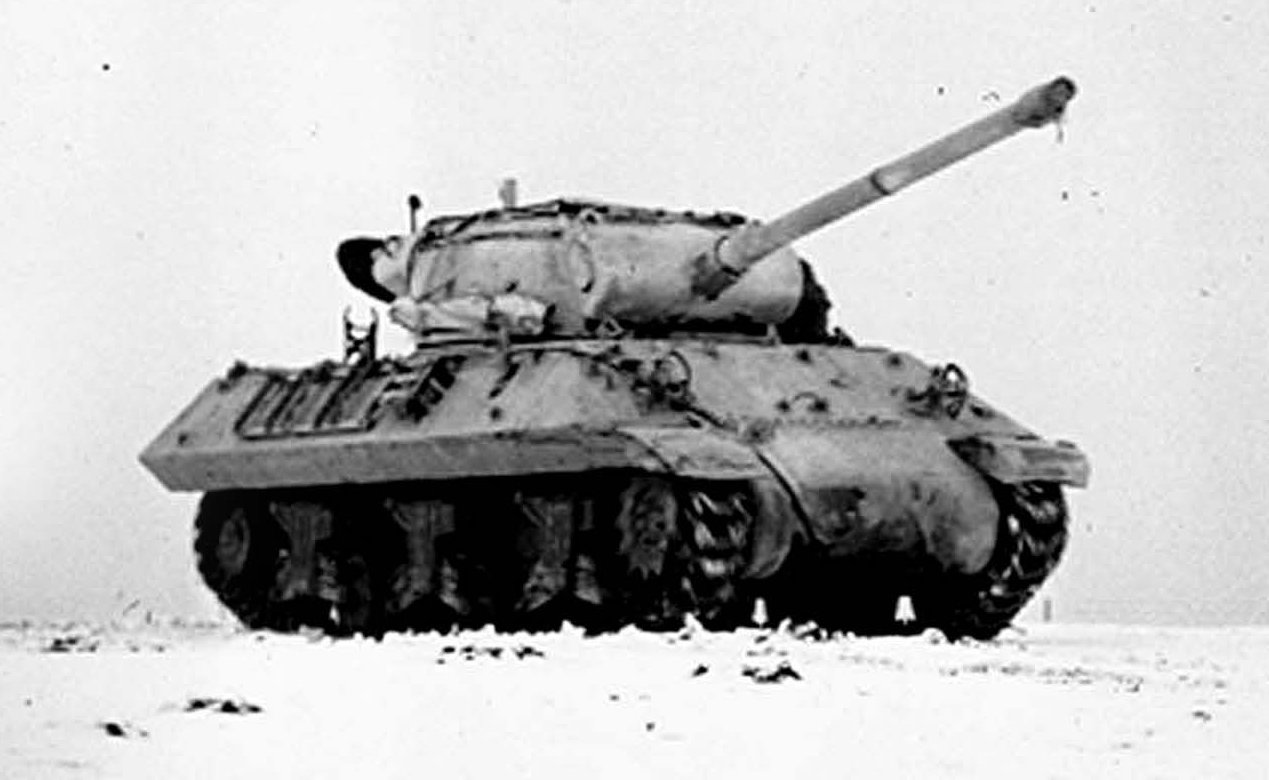
Caçatancs estatunidenc M36 Jackson

Els dissenys dels Estats Units i derivats del Regne Unit eren molt diferents en el concepte. La doctrina nord-americana estava basada en la necessitat de derrotar les tàctiques de Blitzkrieg alemanyes. Les unitats aliades esperaven enfrontar-se a una gran quantitat de tancs alemanys atacant en fronts relativament estrets; tanmateix, aquests atacs rarament van succeir. En el planejament anterior a la guerra, els tancs nord-americans no tenien l'objectiu de lluitar contra els tancs enemics directament. Per a aquesta tasca es van presentar unitats de tancs destructors separades, que podien enfrontar-se a llargues distàncies.
Els caçatancs estatunidencs havien de ser mòbils i fortament blindats. La majoria mantenien la torreta, però aquesta es deixava oberta per estalviar pes i permetre un canó de major mida. Tanmateix, a causa del pes de l'arma, es necessitava afegir contrapesos a la part posterior de la torreta, com apareix en els models M10 Wolverine i M36 Jackson. El M18 Hellcat va ser el caçatancs que s'apropava a l'ideal de la doctrina estatunidenca: era ràpid i petit i portava un canó de 76 mm
El 1944, una quantitat de M4 Sherman britànics van ser convertits en el Sherman Firefly, afegint-li un canó de 17 lliures. Aquest canó va ser utilitzat en la majoria dels caçatancs britànics com l'Achilles (basat en el M10 Wolverine), l'Archer, el Challenger i els tancs experimentals Black Prince.

### Postguerra
En els anys 1950, el Regne Unit va fabricar el Charioteer, amb un canó de 20 lliures en una torre de gran mida sobre el xassís d'un tanc Cromwell. Tanmateix, l'aparició dels míssils antitancs guiats (ATGM) va deixar obsolet el concepte del caçatancs. Es van realitzar intents de crear vehicles lleugers per ser utilitzats per forces aerotransportades com el tanc lleuger Sheridan, el vehicle Ontos amb armes sense retrocés o l'ASU-85.

### Actualitat
Els vehicles de combat d'infanteria estan armats amb míssils ATGM, i els helicòpters disposen de capacitat antitancs. Tanmateix, encara existeixen vehicles antitancs específics amb míssils de llarga distància o per a ús aeri.
Alguns caçatancs armats amb canó es continuen utilitzant, com el Kanonenjagdpanzer de l'exèrcit alemany, molt similar als antics Jagdpanzer de la II Guerra Mundial.